# Mabra elephantophila
Mabra elephantophila là một loài bướm đêm trong họ Crambidae.